# 岡田裕二
岡田 裕二（おかだ ゆうじ、1978年6月25日 - ）は、日本の政治家、著作家、コメンテーター。神戸市会議員（3期）。

## 経歴
愛知県出身。母子家庭で育つ。小学生の頃に地元の町長の福祉への取り組みに感銘を受け政治に関心を持つ。
名古屋市立菊里高等学校卒業。慶應義塾大学法学部政治学科卒業、慶應義塾大学大学院法学研究科修了。

### 政治活動
2002年には森元恒雄参議院議員の政策担当秘書となり、2005年には自民党愛知県第二選挙区の支部長に就任した。2010年には塩崎恭久衆議院議員の政策担当秘書となり、2014年には末松信介参議院議員の政策担当秘書となった。
2016年6月16日、21世紀の政治を考える政策秘書有志の会は『18歳選挙権で政治は変わるのか』を出版したが、岡田も著者の一人に名を連ねた。選挙権の年齢が18歳からとなり、新たに240万人の有権者が誕生した時期に、若い有権者に向かって政治のリアルと未来と述べるという内容。
2017年に神戸市会議員に当選した。

## 思想
ネトウヨ宣言を行っている。インターネット上ではネトウヨは差別用語や禁句になっており、他人にネトウヨというレッテルを貼って差別をすることに疑問を持っていた。考え方が少し保守的なだけでネトウヨとされているとする。岡田はネトウヨというのは普通の人であるとする。自身のことは右翼でも左翼でもなく、保守派を自称することもなく、ただのネトウヨとする。自らが定義するネトウヨというのは、国を愛し、弱者を助け、日本の歴史と文化を尊び、自由と平和を希求し、皇室の繁栄を護ることとして、根拠の無いヘイトをする人のことは偽ネトウヨであるとする。
2018年9月10日に自身のfacebookに、自身は2012年自由民主党総裁選挙では安倍晋三の陣営で戦っていたために今回の総裁選も安倍を応援していたものの、ある国会議員から地方議員は露骨な恫喝や脅迫を受けるようになっており、もはや人格を否定しているともいえる状況になったために、我々は石破茂を応援する決意を固めたと投稿する。愛する自民党を護るためにも、地方議員が攻撃されるという異様な総裁選を許してはならないという投稿もする。安倍への支持を強く求めていたのは西村康稔であったとのこと。
2020年にはTwitterの有名アカウントが米山隆一と妻室井佑月をたびたび批判するということをしていた。それからの同年9月28日に米山はTwitterでTwitter社に発信者情報開示の仮処分命令が発令されたことを報告して、これは第一歩に過ぎず、粛々と手続きを進めて、適切な言論環境の確立を目指すと投稿した。そうすれば岡田はTwitterで、米山のことを弱いものいじめや一般市民を迫害することしかできない卑怯者で、人間のクズ、お前みたいな政治家がいるから国民は政治は国民の希望にならない、卑劣漢、腰抜けと投稿した。さらに訴えるならば住所も氏名も明らかにしている岡田を訴えろとも投稿した。これを見た米山は行き過ぎだろうと思ったために岡田を提訴することにした。有名アカウントと米山がやり取りしているところに岡田が突然入ってきてこのようになっていたのであった。この有名アカウントと岡田は直接会ったりDMでやり取りしたこともなかったものの、岡田は非常に機知に富んだ投稿をしているためにフォローしていた。米山は知事であったこともあり政治に影響力をなお有する立場で衆議院議員候補予定者であるのが、一般市民に対して批判をやめなければ法的に攻撃すると脅迫していたことを許せないと思っていたために、岡田は米山への批判を展開していた。このことについてはHanada2021年4月号の記事になり、岡田は持論を展開していた。
2022年9月7日に神戸市は同年3月にこども家庭局が統一教会の友好団体から寄付を受けていたということを明らかにした。この寄付を受ける際に岡田は同席していた。岡田はこの寄付をした団体というのは統一教会と関係のある団体である可能性があるということは認識していたものの、この寄付にはやましいことは一切無いとしていた。
2024年8月5日に岡田は自身のXで、植田和男は安倍晋三と黒田東彦が血のにじむ思いで立て直してきた日本経済を一瞬で灰塵に帰した、世間知らずで愚かな学者が権力を持つとこうなるため今すぐ退場をと投稿していた。これに対して8月6日に西村博之は自身のXで植田和男はアベノミクスの尻拭いを行ったと投稿した。前総裁は国債を発行しすぎて円安になり、いつか国債を減らさなければならないのに、それを前総裁はやらないで逃げたとした。植田はゼロ金利・国債とETFを中央銀行が買いまくっているおかしな状況を是正しようとしているなどと、上田に理解を示す内容の投稿をした。石丸伸二も岡田のこの投稿を批判する。岡田のこの投稿に対して批判をするならば反論を受ける義務があるとする。これまでに自身が出演してきたインターネットメディアの次の企画は金融政策について自民党や他党と議論をしようという内容であるために、そこでの議論を提案していた。さらに石丸は、そこから投稿を消したならば自らは政治家の資格は無いと宣言するに等しい行為であるとしていた。